# Doyle-Gletscher (Elephant Island)
Der Doyle-Gletscher ist ein Gletscher auf Elephant Island im Archipel der Südlichen Shetlandinseln. Er fließt in östlicher Richtung zum Weddell-Meer, das er zwischen dem Walker Point und dem Pygoscelis Point erreicht.
Das UK Antarctic Place-Names Committee benannte ihn 2016. Namensgeber ist Frederick J. Doyle (1920–2013) von der International Society for Photogrammetry and Remote Sensing, ein Pionier der Photogrammetrie mittels Satelliten.